# Черкун Ігор Валентинович
Ігор Валентинович Черкун (17 лютого 1965, Мелітополь, Запорізька область, УРСР — 24 вересня 2021) — радянський та український футболіст, виступав на позиції захисника.

## Життєпис
Вихованець запорізького футболу, перший тренер — Віктор Лейнер. У 1981 році, при тренері Олександру Томаху, почав залучатися до матчів за дубль «Металурга». Розпчинав грати в нападі, згодом через високий зріст був переведений на позицію захисника. У 1984 році був призваний в армію. Протягом 5 місяців служив у мотострілецькій частини в Миколаєві, під час служби виступав на першість дивізії, де був помічений та переведений в комендантську роту, до Сімферополя, де потрапив у дубль місцевої «Таврії». Однак, після призначення тренером клубу Анатолія Конькова, військовослужбовці перестали залучатися в основну команду, і залишок служби Черкун грав на аматорському рівні.
Після демобілізації повернувся в Запоріжжя. Завдяки випадковій зустрічі з знайомим по ДЮСШ «Металурга» тренером Григорієм Вулем, який на той час очолював запорізьке «Торпедо», був запрошений в команду, яка виступала у другій лізі чемпіонату СРСР. Протягом року з'являвся на полі в більшості матчів «автозаводцев». Після закінчення сезону був запрошений Геннадієм Лисенчуком у нікопольський «Колос», проте під тиском міської та обласної влади перейшов до головної команди Запоріжжя — «Металург», який на той час був у першій лізі. Однак, не маючи можливості виграти конкуренцію в команді, в 1990 році вирішив її покинути. Незабаром після відходу, прийняв пропозицію Євгена Лемешка і повернувся в «Торпедо». У тому ж році «автозаводці» стали переможцями своєї зони другої ліги чемпіонату СРСР, проте Черкун в тому сезоні провів за команду всього 9 матчів. У наступному сезоні вже став одним з основних гравців «Торпедо».
У складі «Торпедо» Черкун провів перший чемпіонат незалежної України. Дебютував у вищій лізі 7 березня 1992 року, вийшовши в стартовому складі у виїзному матчі проти сімферопольської «Таврії». У тому ж сезоні запорізька команда встановила найвище досягнення в чемпіонатах України, зайнявши четверте місце в своїй групі, по ходу сезону двічі перемігши в дербі «Металург». У кубку України «автозаводці» двічі дійшли до півфіналу. Весь цей час Черкун був гравцем основного складу, виходячи на поле практично в кожному матчі. У 1993 році, після відходу Лемешка в «Металіст», гравець отримав пропозицію також перейти в харківську команду, однак новий тренер «Торпедо», Ігор Надєїн, переконав Черкун залишитися.
У 1996 році, після відставки Степана Кравчун з поста директора Запорізького автозаводу, змінилося керівництво й у «Торпедо», яка знаходилася на балансі підприємства. У Черкуна з новим керівництвом практично відразу почали виникати конфлікти. Він був звинувачений в участі в договірних матчах і в зв'язку з цим вирішив покинути команду. Незабаром після цього отримав пропозицію від Олександра Іщенка стати гравцем кіровоградської «Зірки-НІБАС», проте провів за команду всього 4 матчі, а потім, протягом півроку був дискваліфікований за дострокове розірвання контракту з «Торпедо». Після закінчення дискваліфікації місця в кіровоградській команді для Черкун вже не знайшлося, і влітку 1997 року він прийняв пропозицію Віктора Матвієнка повернутися в «Торпедо». Однак, у запорізької команди на той час почалися серйозні фінансові проблеми, що відбилося й на результатах «автозаводців», в зв'язку з чим гравець провів у складі всього півроку. Закінчував кар'єру Черкун у запорізькому «Вікторі», у другій лізі. По завершенні виступів грав на аматорському рівні за запорізькі клуби, а пізніше став дитячим тренером в декількох запорізьких ДЮСШ.